# Monumento conmemorativo nacional de la guerra (Australia del Sur)
El Monumento conmemorativo nacional de la guerra (en inglés, National War Memorial) es un monumento en el confín norte del centro de la ciudad de Adelaida, Australia Meridional, que conmemora a quienes sirvieron en la Primera Guerra Mundial. Inaugurado en 1931, está ubicado en la esquina de North Terrace y Kintore Avenue, junto a los terrenos de la Casa de Gobierno. Los servicios conmemorativos se llevan a cabo en el sitio durante todo el año, con servicios importantes tanto en el Día de Anzac (25 de abril) y el Día del Recuerdo (11 de noviembre).
Propuesto por primera vez en 1919, el monumento fue financiado por el Parlamento de Australia Meridional, lo que lo convierte en el primer monumento de guerra del estado australiano confirmado después de la guerra. El diseño fue seleccionado a través de dos concursos de arquitectura. El primero, en 1924, produjo 26 diseños, todos los cuales se perdieron antes de que se pudiera completar la evaluación después de que un incendio destruyera el edificio en el que estaban alojados. El segundo, en 1926, produjo 18 diseños, de los cuales resultó ganador el del estudio de arquitectura Woods, Bagot, Jory & Laybourne-Smith.
El diseño, en realidad un marco para dos escenas representadas a través de los relieves de mármol y las estatuas de bronce de Rayner Hoff, muestra el preludio y el epílogo de la guerra, representando tanto la voluntad de la juventud para responder al llamado del deber como la magnitud de los sacrificios que deben realizar. En ese sentido, la obra no muestra una victoria material, sino que pretende representar una victoria del espíritu. Ante la insistencia de W. F. J. McCann, presidente de la Liga de Soldados Retornados, se fundieron tabletas de bronce para revestir las paredes de un santuario interior, en las que se enumeran los nombres de todos los australianos del sur que murieron durante la Gran Guerra.

## Historia

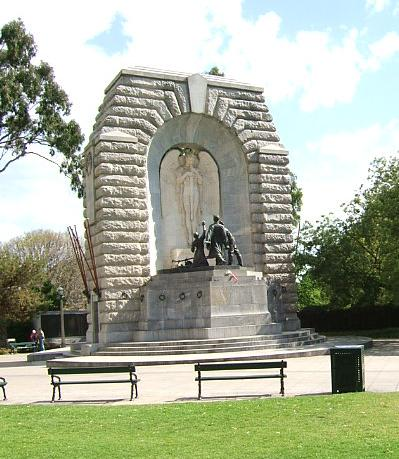
El anverso del National War Memorial, visto desde la esquina de North Terrace y Kintore Avenue

Casi 35 000 australianos del sur sirvieron en la Primera Guerra Mundial. Este número ascendió al 8,5 % de la población del sur de Australia en ese momento, o al 37,7 % de los hombres entre las edades de 18 y 44 años. De los que sirvieron, murieron más de 5000 australianos del sur. En respuesta a estas muertes, Archibald Peake, el primer ministro de Australia Meridional, solicitó al parlamento estatal que financiara un monumento conmemorativo de la victoria y el sacrificio de los que habían luchado y caído. La moción fue presentada en marzo de 1919 y recibió el apoyo unánime de la Cámara de la Asamblea y el Consejo Legislativo. Con la aprobación de esta moción, el gobierno de Australia del Sur se convirtió en el primero en Australia en elegir construir un monumento a los soldados de la Primera Guerra Mundial.
El parlamento decidió que el nuevo monumento debería denominarse "Monumento Nacional de la Guerra", a pesar de que iba a ser un monumento puramente del sur de Australia, y a pesar de que el término ya se utiliza para describir el monumento a la segunda guerra bóer de 1899-1902. Se han ofrecido al menos dos perspectivas sobre por qué se empleó el término Nacional. Primero, como observó Donald Richardson, el nombre puede haber sido elegido para enfatizar la intención del gobierno de que el monumento conmemorara a todos los que sirvieron durante la guerra, no solo a los que vinieron del sur de Australia; y en segundo lugar, Ken Inglis argumentó que el nombre puede haber reflejado la percepción (todavía mantenida a pesar de la federación) de que la "provincia es una nación".

### Concurso de 1924
El Comité Nacional del Monumento a los Caídos se formó para hacer realidad la propuesta, y en febrero de 1924 el comité anunció un concurso de arquitectura para encontrar el diseño del nuevo monumento. En el preámbulo de las condiciones de ingreso, se afirmó que el nuevo monumento cumpliría el propósito de "conmemorar perpetuamente la Victoria lograda en la Gran Guerra, 1914-1918 – el sacrificio supremo y personal de aquellos que participaron en esa Guerra, y el esfuerzo Nacional involucrado en tales actividades".

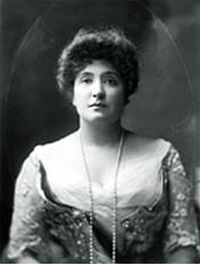
Retrato de Dame Nellie Melba GBE por Henry Walter Barnett. Ella propuso construir un carillón de campanas como nuevo monumento.

La entrada estaba abierta a los australianos del sur que eran súbditos británicos, y aquellos que tenían la intención de presentar diseños debían presentar una declaración de intenciones antes del 29 de febrero de 1924. El concurso se cerró el 30 de septiembre de 1924 y había una tarifa de entrada de una guinea. Tres evaluadores fueron nominados para juzgar las entradas: el Arquitecto en Jefe de Australia del Sur, AE Simpson; el arquitecto local Herbert Louis Jackman (en representación del Instituto de Arquitectos de Australia Meridional); y William Sowden.
El comité especificó un presupuesto de £ 25 000 (anteriormente se habían discutido cifras de £ 5000 y £ 100 000), y las condiciones de entrada establecían que el monumento se ubicaría en la entrada de la Casa de Gobierno en el esquina de King William Street y North Terrace, colocándolo justo detrás del monumento existente a la Guerra de Sudáfrica. Esta ubicación contradecía las sugerencias anteriores: una encuesta de arquitectos de 1919 había propuesto que el monumento se construyera en Montefiore Hill, mientras que en 1923 los planes para el monumento implicaban erigirlo en la parte trasera de la Casa de Gobierno, en lugar de en la frente.
El comité dejó abierta la forma que tomaría el monumento, más allá de afirmar que el monumento no debía ser de "carácter utilitario", y el debate sobre la forma condujo al surgimiento de una serie de sugerencias, muchas de las cuales fueron cubiertas en los medios de comunicación del día. Estos incluyeron la propuesta de Dame Nellie Melba de construir un carillón de campanas; una sugerencia de Simpson Newland para convertir Anzac Highway en un "Camino de Honor" agregando arcos triunfales en cada extremo; y el plan de Walter Charles Torode para construir un monumento de 30 m de altura de "metal y mármol" en la cima del Monte Lofty con un automóvil eléctrico para llevar personas a la cima.
Al final, un total de 28 firmas de arquitectos registraron su intención de presentar trabajos para la competencia, un número menor de lo esperado, pero Richardson sugiere que esto puede deberse al trabajo en las propuestas para la nueva estación de tren de Adelaida. De esos 28, un total de 26 firmas presentaron diseños antes de la fecha límite. El 10 de noviembre de 1924, antes de que se pudiera completar la evaluación, el edificio Richards en Currie Street fue destruido por un incendio, llevándose consigo las 26 propuestas.
Aunque la mayor parte de la evaluación se había completado antes del incendio, las sugerencias en ese momento de que el comité podría usar lo que había aprendido de los participantes para proponer una nueva competencia con mayor claridad en cuanto a los requisitos no dieron resultado: una carta de 1925 al entonces El primer ministro John Gunn revela que había poco que aprender de la competencia, ya que los evaluadores descubrieron que ninguno de los diseños era adecuado.

### Concurso de 1926

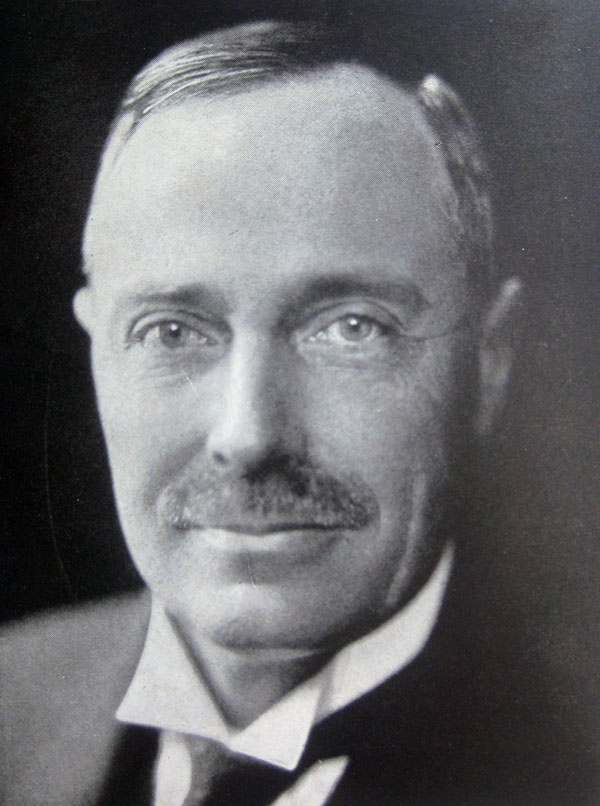
Louis Laybourne Smith, el arquitecto que (junto con Walter Bagot y Rayner Hoff) fue en gran parte responsable del diseño ganador.

Se había avanzado poco en el monumento en 1926. Si bien se produjo cierto debate con respecto a la forma que tomaría el monumento, el foco de las discusiones se refería a la ubicación del monumento, y esto se centró en el futuro de la Casa de Gobierno y el papel del Gobernador. Varios políticos de izquierda argumentaron que los terrenos de la Casa de Gobierno deberían entregarse al Estado y usarse para construir el monumento mientras los conservadores deseaban mantener el statu quo. En 1925, el comité del National War Memorial estaba preparado para aceptar los terrenos de la Casa de Gobierno como el sitio del monumento, pero retrasaron el anuncio. Esto resultó ser fortuito, ya que problemas legales impidieron que el plan siguiera adelante. En cambio, una parte de los terrenos, ubicada en la esquina de North Terrace y Kintore Avenue, se reservó para ese propósito. (El plan para trasladar al Gobernador y utilizar los terrenos como parte de un monumento de guerra más grande se revisó, más de 80 años después, en 2007).
En 1926, tras la presión de los soldados retornados, se convocó una segunda competición. Una vez más, el presupuesto se fijó en 25.000 libras esterlinas. Según la primera competencia, todos los participantes tenían que ser súbditos británicos del sur de Australia, y todas las entradas debían ser juzgadas de forma anónima, pero esta vez solo iba a haber un asesor: John Smith Murdoch, el arquitecto principal de la Commonwealth de Australia. En deferencia a la competencia anterior, los cinco mejores participantes de 1924 recibieron cada uno £ 75 al presentar un nuevo diseño, y todos los diseños fueron asegurados por el gobierno por £ 100 cada uno.
Con las entradas restringidas a los australianos del sur, solo se recibieron 18 diseños, una cifra que fue "correspondientemente menor" que las recibidas en otros estados donde las competencias estaban abiertas a todos los australianos. Sin embargo, en su Informe del asesor, Murdoch reconoció que la calidad de algunas de las propuestas era tal que "probablemente no se habrían superado si la competencia hubiera sido más abierta". Después de examinar las presentaciones, el 15 de enero de 1927, Murdoch seleccionó como ganador el diseño de Louis Laybourne Smith (uno de los directores del estudio de arquitectura Woods, Bagot, Jory & Laybourne–Smith).

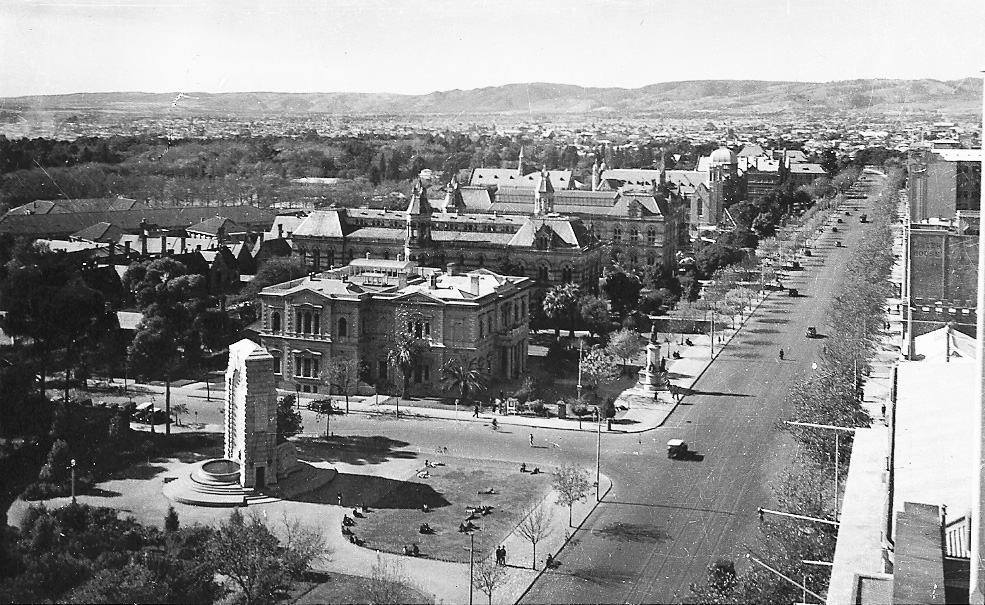
Vista de North Terrace, Adelaida, mirando hacia el este entre Kintore Avenue y King William Street, Adelaida, alrededor de 1940. En primer plano se puede ver el National War Memorial.

Woods, Bagot, Jory & Laybourne-Smith habían entrado en el concurso de 1924 con un arco diseñado por Walter Bagot, pero en 1926 Bagot estaba en Europa. Así, Laybourne-Smith se encargó de dibujar y presentar el diseño final, aunque fue claro en destacar el papel que jugó Bagot en la "concepción arquitectónica" del monumento. Si bien se le otorgaría a la empresa el 6 % del costo del monumento, se negaron casi lo suficiente para cubrir sus propios gastos, y pidieron en cambio que los residuos (aproximadamente £ 1000) se colocaran en un fondo fiduciario para pagar el mantenimiento de la obra. Si bien esto se ve como un acto altruista, Richardson señaló que Laybourne-Smith era miembro del Comité Nacional de Guerra y se sentó en el subcomité que redactó las reglas de la competencia y, por lo tanto, puede haber sido considerado "inadecuado". aceptar el dinero.
Cuando se anunció al público, el diseño fue "universalmente aclamado como una obra maestra". Sin embargo, al escribir su informe sobre el resultado de la evaluación, Murdoch afirmó sobre el arquitecto ganador que "depende casi por completo del escultor para contar la historia del monumento, empleando en su diseño no más arquitectura que la necesaria para enmarcar y fijar sus temas escultóricos, y proporcionar acomodo en la medida que las condiciones lo pidan". Inglis se hizo eco de esta opinión, quien describió la arquitectura como "esencialmente un marco para la estatuaria", un enfoque que consideró "inusual" para un arquitecto. Como resultado de esta dependencia de la escultura, algunos de los otros concursantes expresaron su preocupación, argumentando que el concurso se trataba de obras arquitectónicas y no escultóricas, a pesar de que las condiciones del concurso permitían específicamente la escultura en las propuestas.

### Construcción

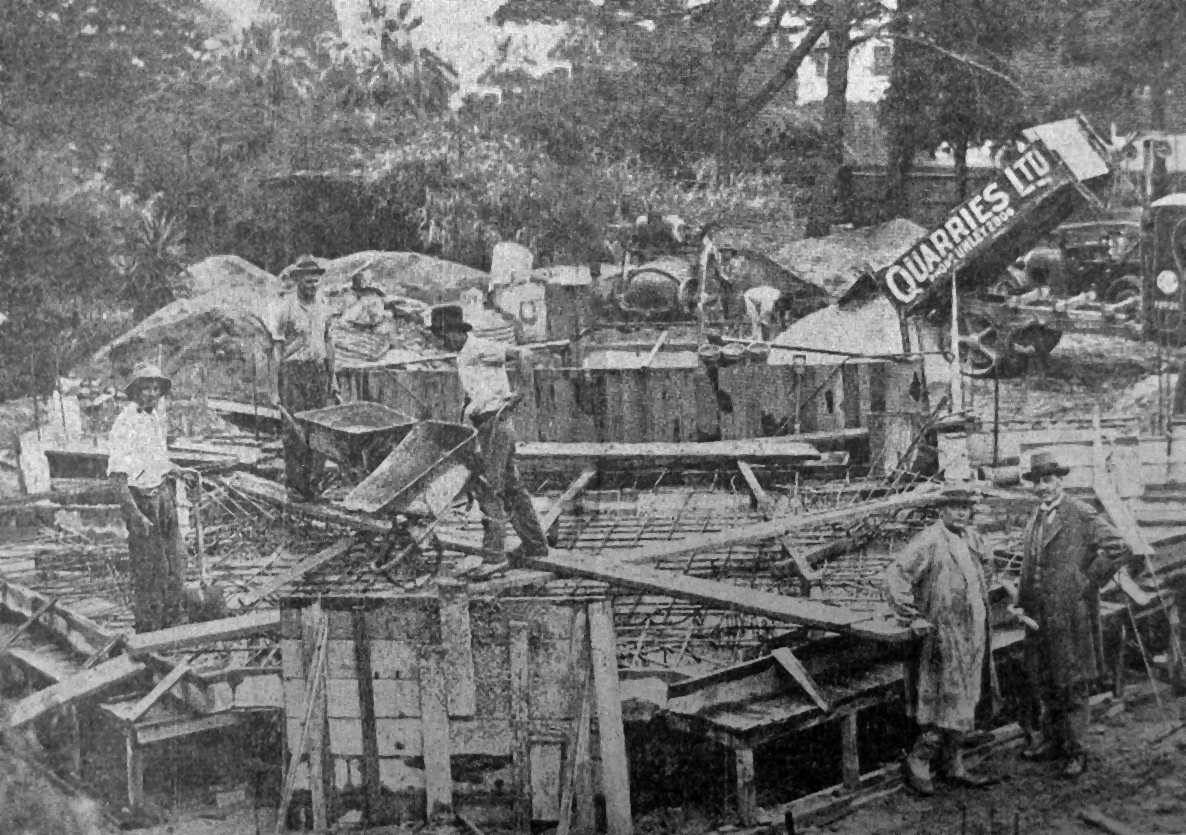
Primeras etapas de la construcción del National War Memorial, alrededor de 1928.

La construcción del monumento comenzó en 1928 con el corte y colocación de bloques de mármol de Macclesfield y Angaston. Se eligió a South Australian Monumental Works para trabajar en la construcción, con Alan Tillett como director. Aunque no se nombró a ningún escultor en la propuesta ganadora, se mencionó a un posible candidato, que más tarde resultó ser Rayner Hoff, un escultor residente en Sídney nacido en Inglaterra. Rayner Hoff produjo los diseños de las esculturas de su estudio de Sídney, con las piezas fundidas de bronce de los modelos de yeso de Hoff producidos por la firma del sur de Australia AW Dobbie and Company. (Hoff había expresado reservas de que una empresa del sur de Australia sería capaz de manejar bronces del tamaño requerido, pero una prueba de fundición de la cabeza de león del monumento fue suficiente para superar sus preocupaciones). Los dos relieves de ángeles esculpidos en mármol de Angaston fueron producidos in situ por Julius Henschke a partir de los diseños de Hoff, expresados a través de modelos de yeso de un tercio de tamaño que Henschke luego escaló para adaptarlos.
Se produjeron retrasos significativos durante la construcción después de una huelga de los albañiles. Los albañiles exigían una semana de 44 horas y que se les pagara "tarifas externas" (las tarifas de pago para los albañiles se basaban en si el trabajo se construiría o no en el sitio al aire libre o en el interior bajo techo) - Tillett estaba pagando las "tarifas internas" más bajas, a pesar de que la mayor parte del trabajo se realizaría en el sitio). Sin embargo, Tillett había presentado una oferta sobre la base de una semana de 48 horas a tarifas internas, y pagar extra habría causado importantes problemas financieros. Tillett finalmente ganó después de que la disputa llegara a los tribunales, pero la huelga había causado un daño financiero considerable a la empresa de Tillett, que entró en suspensión de pagos en 1930 y permaneció en ese estado hasta que se completó el monumento.
El gobierno de Australia Meridional había dedicado 25.000 libras esterlinas para el monumento. Se estimó que la mayor parte del gasto sería de mampostería en £ 15,300 con trabajo escultórico y paisajismo que requeriría £ 8,500 y £ 1,200 respectivamente. Sin embargo, el costo final de la construcción lo llevó a aproximadamente £ 30,000.

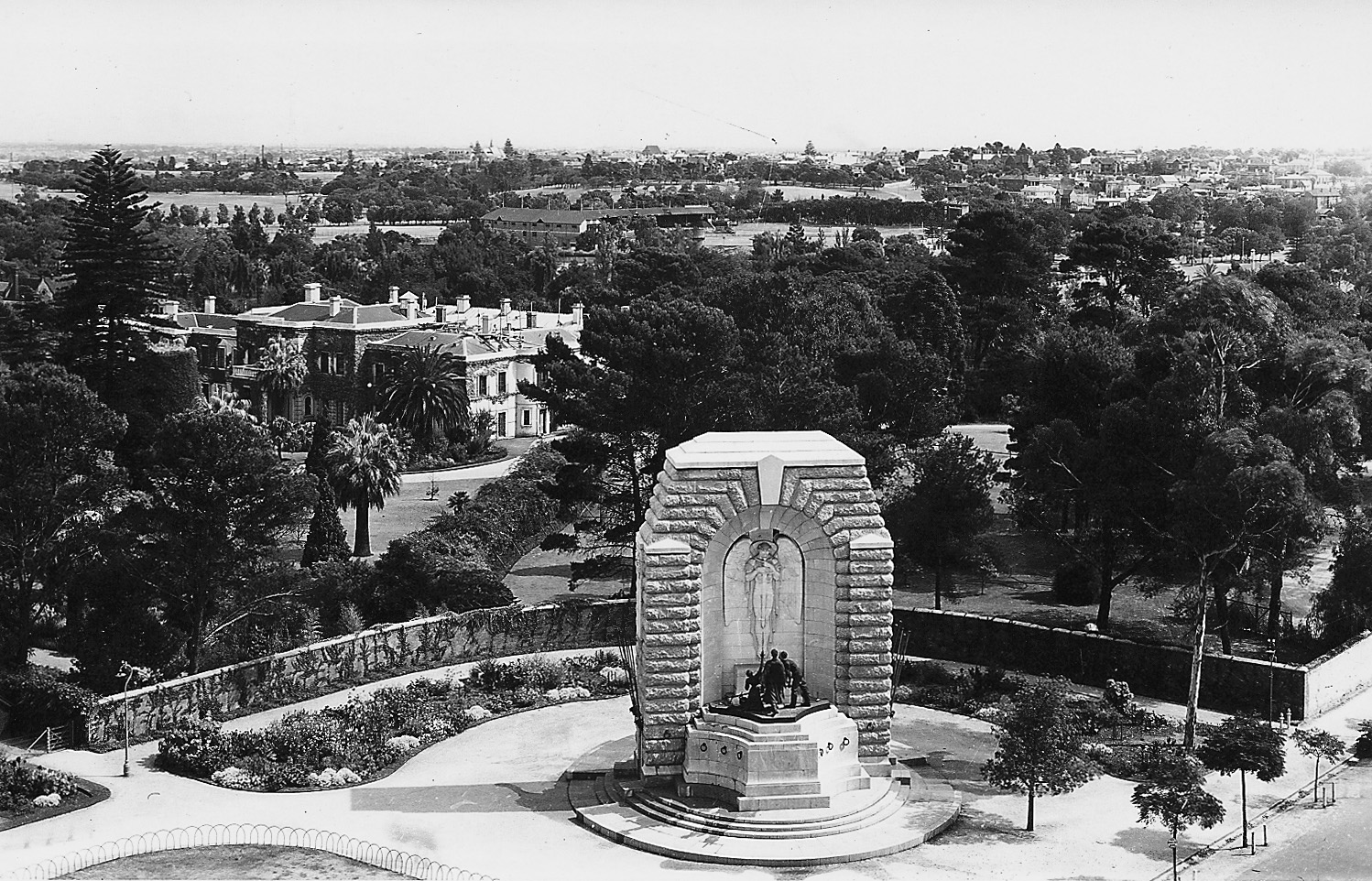
El National War Memorial, alrededor de 1940, que muestra su ubicación en relación con la Casa de Gobierno (visible a la izquierda del monumento).

### Apertura
El National War Memorial en el sur de Australia se convirtió en el cuarto monumento estatal de la Primera Guerra Mundial que se inauguró cuando se inauguró en 1931. Inglis señala que esto está en consonancia con el tamaño de la circunscripción, argumentando que "cuanto más grande es la circunscripción que cada uno de estos tributos colectivos tenía que representar, más tarde se construyó". Fue presentado ante una multitud de casi 75 000 personas el Día de Anzac, el 25 de abril de 1931 (el 16.º aniversario del desembarco de Gallipoli), por el gobernador Sir Alexander Hore-Ruthven. La multitud, "la multitud más grande que cualquiera pueda recordar reunida en la ciudad", no pudo caber frente al monumento, tantos miles se reunieron en la Cruz del Sacrificio en Pennington Gardens para esperar una ceremonia posterior. Hore-Ruthven fue presentado por el primer ministro estatal en funciones, Bill Denny MC, cuya participación en la inauguración, según Inglis, fue inusual para un político laborista.

### Actividades conmemorativas
El primer servicio del amanecer que se llevó a cabo en el monumento se llevó a cabo el día de Anzac de 1935, y asistieron entre 200 y 300 personas.

### Trabajos de restauración
En 2001, año del 70 aniversario del monumento, se llevó a cabo un proyecto de reparación de tres meses, restaurando los detalles de bronce y piedra y reforzando los cimientos. El trabajo se completó pocos días antes de los servicios del Día del Recuerdo. En 2002, los arquitectos responsables de la restauración, Bruce Harry & Associates, recibieron un premio al mérito Heritage por su trabajo en el monumento por parte del Royal Australian Institute of Architects.

## Diseño

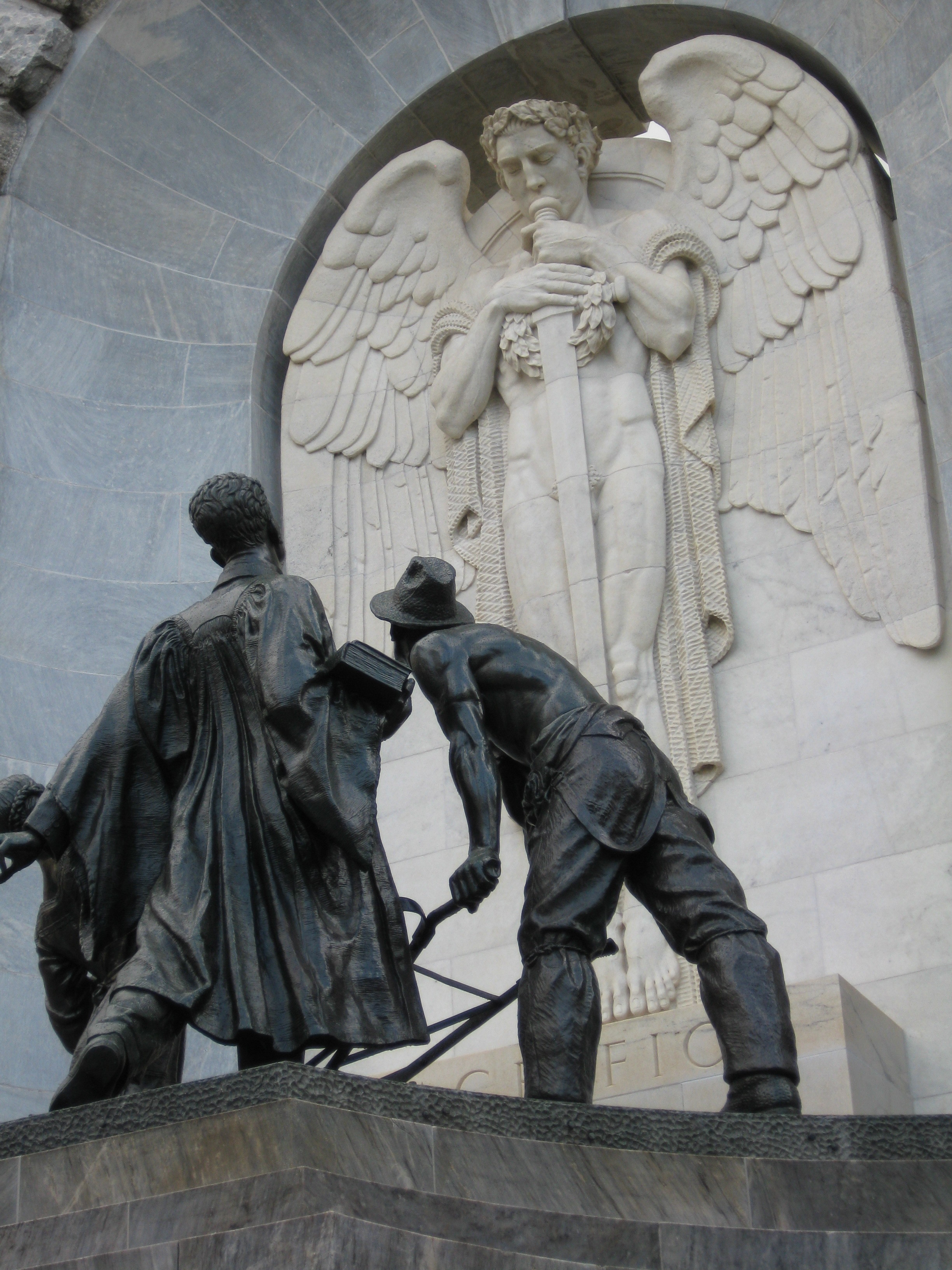
El espíritu del deber que aparece ante la juventud del sur de Australia, representado por la niña, el estudiante y el agricultor.

Las reglas de la competencia limitaron el espacio para el monumento conmemorativo al "medio acre" de tierra que se extirpó de los terrenos de la Casa de Gobierno. El diseño presentado por Woods, Bagot, Jory y Laybourne Smith cumplió fácilmente con este requisito, ya que el monumento fue diseñado para encajar en una elipse con un eje mayor de 18,3 metros de longitud y un eje menor de 15,5 m. De pie a una altura de más de 14 m, la estructura se colocó cuidadosamente detrás de North Terrace para brindar espacio para "reuniones públicas de naturaleza ceremonial" y para permitir la ampliación propuesta de la calle.
El monumento tiene dos caras, a las que los arquitectos se refieren como el reverso y el anverso de la obra, que compararon con las dos caras de una moneda. Estos dos aspectos representan el prólogo y el epílogo de la guerra. Cada lado presenta un relieve tallado en mármol de Angaston y enmarcado por el arco "tosco" tallado en mármol de Macclesfield, mientras que los escalones de granito que conducen al monumento están construidos con granito Harcourt, como se especifica en la propuesta original.. (Los arquitectos habían preferido el granito local de West Island, pero reconocieron que el granito de Harcourt era "el mejor disponible" a menos que el gobierno aceptara reabrir la cantera en West Island). Los materiales se eligieron para dar continuidad a la Casa del Parlamento, ubicada a poca distancia a lo largo de North Terrace.

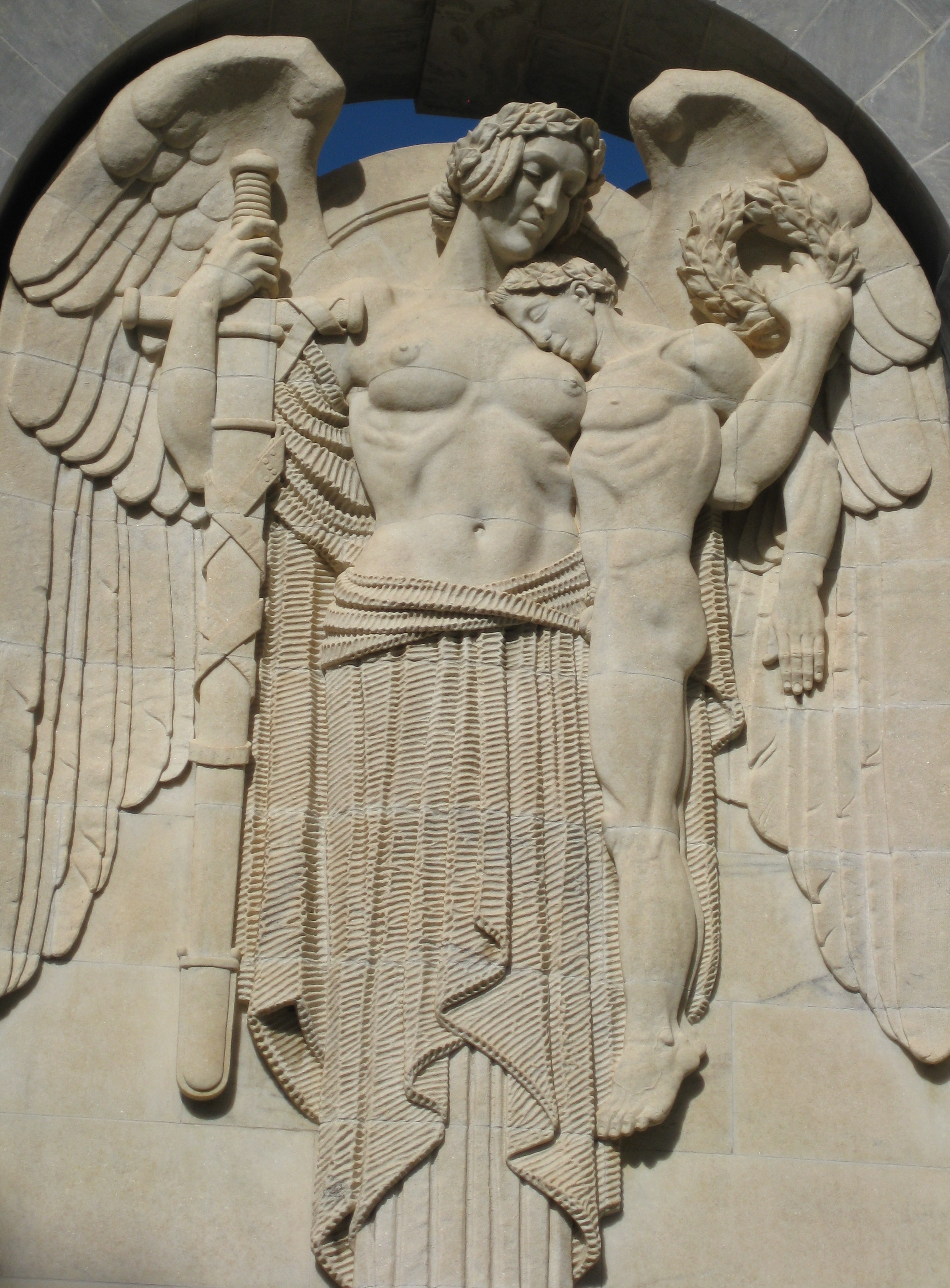
El Espíritu de Compasión, que lleva en alto el cuerpo de un soldado muerto, simboliza y conmemora el sacrificio de quienes dieron su vida en la guerra y la pérdida experimentada por quienes los amaban.

Para representar el prólogo de la guerra, el anverso del monumento (el lado que da a North Terrace) presenta un relieve del Spirit of Duty apareciendo como una visión ante la juventud de Australia Meridional, representada en la obra por un grupo escultórico formado por un niña, estudiante y agricultor abandonando los "símbolos de su oficio". Los tres están representados con vestimenta normal, ya que aún no son soldados y actualmente no están preparados para la guerra que se avecina, y están de espaldas al mundo mientras miran la visión que tienen ante ellos. En el plan original de Bagot, presentado para el concurso de 1924, no debía haber más que una sola figura desnuda arrodillada ante la visión (para la que posó Bagot mientras estaba en Europa), pero la propuesta de Laybourne-Smith de 1926 se volvió más grandiosa en su alcance. Además, los diseños originales de Bagot eran naturalistas, con el Espíritu del deber representado como una figura femenina, pero bajo la dirección de Hoff, la figura se cambió a masculina y el estilo de los relieves se cambió a art déco, un estilo artístico "radicalmente nuevo". para Australia en ese momento. Hoff, sin embargo, presentó el grupo escultórico en el estilo naturalista original, proporcionando así un "puente entre la arquitectura de estilo neorrenacentista y el art déco de los relieves".
En el reverso del monumento, de espaldas al tráfico, hay un relieve tallado en el mármol que representa el epílogo de la guerra y representa al Espíritu de Compasión como un espíritu alado de la feminidad que lleva en alto a un joven afligido. Debajo de la figura se encuentra la Fuente de la Compasión, el flujo de agua que representa el "flujo constante de recuerdos", mientras que la cabeza de león de la que emerge (y que lleva la Corona Imperial), es representativa de la Mancomunidad Británica de Naciones.
Los diseñadores reconocieron que el simbolismo, especialmente el del reverso, no representa la "victoria" en el sentido tradicional. Afirmaron que el "Arco del Triunfo que se construyó en honor a un César, un Napoleón, ya no expresa los sentimientos de la democracia moderna después de una lucha internacional". En cambio, el monumento representó una victoria espiritual, en la que se mostró una "disposición a servir y sacrificarse".

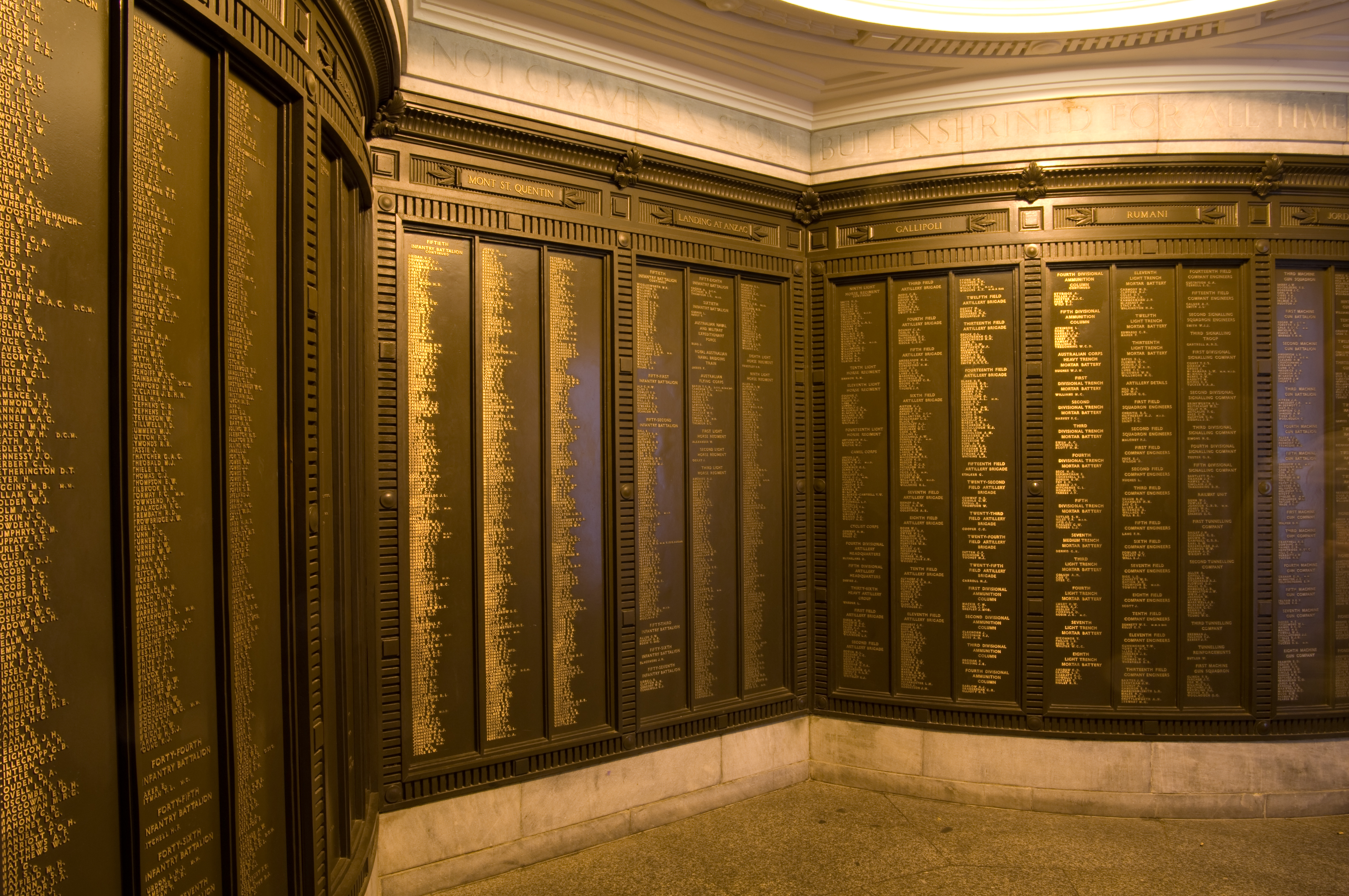
Detalle de uno de los bronces dentro del monumento, en el que se enumeran los nombres de los australianos del sur que murieron durante la guerra.

Dentro del monumento, los arquitectos agregaron un santuario interior, o sala de registros, en el que se podían registrar los nombres de los australianos del sur que cayeron durante la guerra. Si bien el diseño no especificó la forma exacta que tomaría, en el monumento completo, estos nombres están inscritos en los bronces que recubren las paredes. El diseño también permitió un cenotafio dentro del santuario interior, que los diseñadores sugirieron que podría usarse como una representación simbólica del soldado desconocido o como marcador de una tumba real, aunque este aspecto nunca se realizó.
El monumento está diseñado para honrar tanto a los muertos en la guerra como a todos los que sirvieron en la guerra: una cara está inscrita para los que murieron en la guerra, mientras que la otra está dedicada a "todos los que sirvieron". En el anverso están inscritas las palabras "Para perpetuar el coraje, la lealtad y el sacrificio de aquellos que sirvieron en la Gran Guerra 1914-1918" — mientras que el reverso dice "Todo el honor se otorga a aquellos que, esforzándose noblemente, cayeron noblemente que nosotros podría vivir". Sobre las dos entradas al santuario interior se inscribirían los nombres de los principales teatros en los que sirvieron los australianos en la Gran Guerra. Originalmente se sugirió que serían Egipto, Gallipoli y Palestina por un lado, con Francia por el otro, pero en el trabajo final Bélgica fue añadida a la lista.
Aunque la milla cuadrada central de la ciudad de Adelaida está diseñada según los puntos cardinales, el monumento se encuentra en un ángulo de 45 grados con respecto a North Terrace. Los arquitectos dieron dos razones para esto. En primer lugar, se observó que "los monumentos sufren materialmente una iluminación monótona" cuando miran al sur; y segundo, la ubicación del monumento para mirar hacia el noroeste le permite estar en línea tanto con la Cruz del Sacrificio como con la Catedral de San Pedro. Además de estos dos argumentos, Richardson también señala que la posición diagonal del monumento permite que el sol del amanecer caiga sobre la fachada.

## Monumentos adyacentes
Aunque el National War Memorial se propuso inicialmente como un monumento a los que sirvieron en "La Gran Guerra", el sitio ha crecido desde entonces para incorporar una serie de monumentos más pequeños. Estos incluyen un monumento a la Batalla de Lone Pine ; el "Monumento francés", que conmemora a los australianos del sur que lucharon y murieron en Francia durante la primera y la Segunda Guerra Mundial, inaugurado en 1993; un cuadro de honor de los que murieron en la Segunda Guerra Mundial; y el "Monumento a las Fuerzas Armadas de Australia", que abarca la Emergencia Malaya de 1948-1960, la Guerra de Corea, la confrontación Indonesia-Malasia en Borneo y la Guerra de Vietnam. Además, el muro que rodea los lados norte y oeste del sitio presenta las seis "Cruces de la memoria", una serie de "cruces de madera simples" que conmemoran el asedio de Tobruk de 1941, los batallones 10, 27 y 48 de 1916. y 50.º Batallón de 1918.

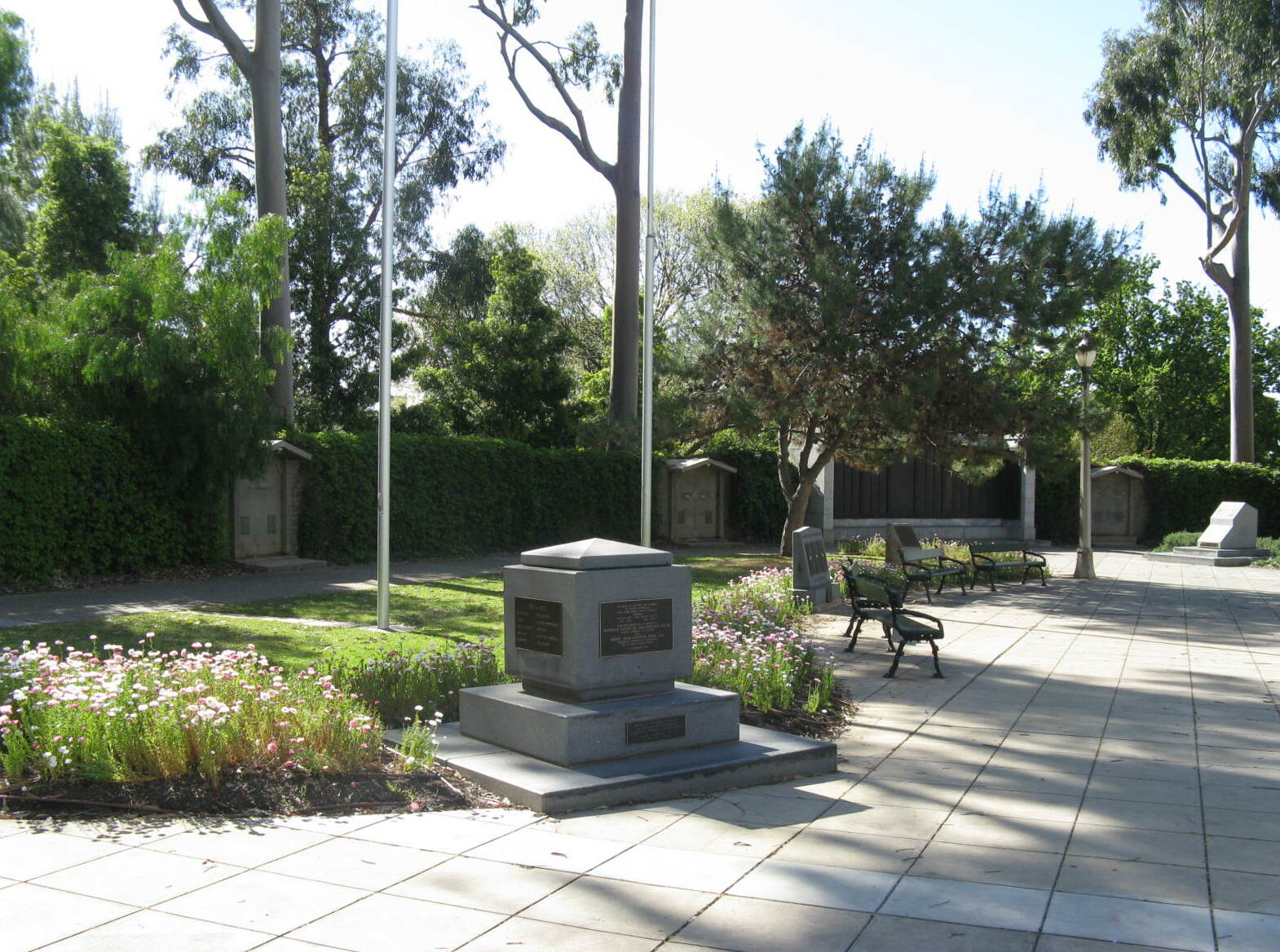
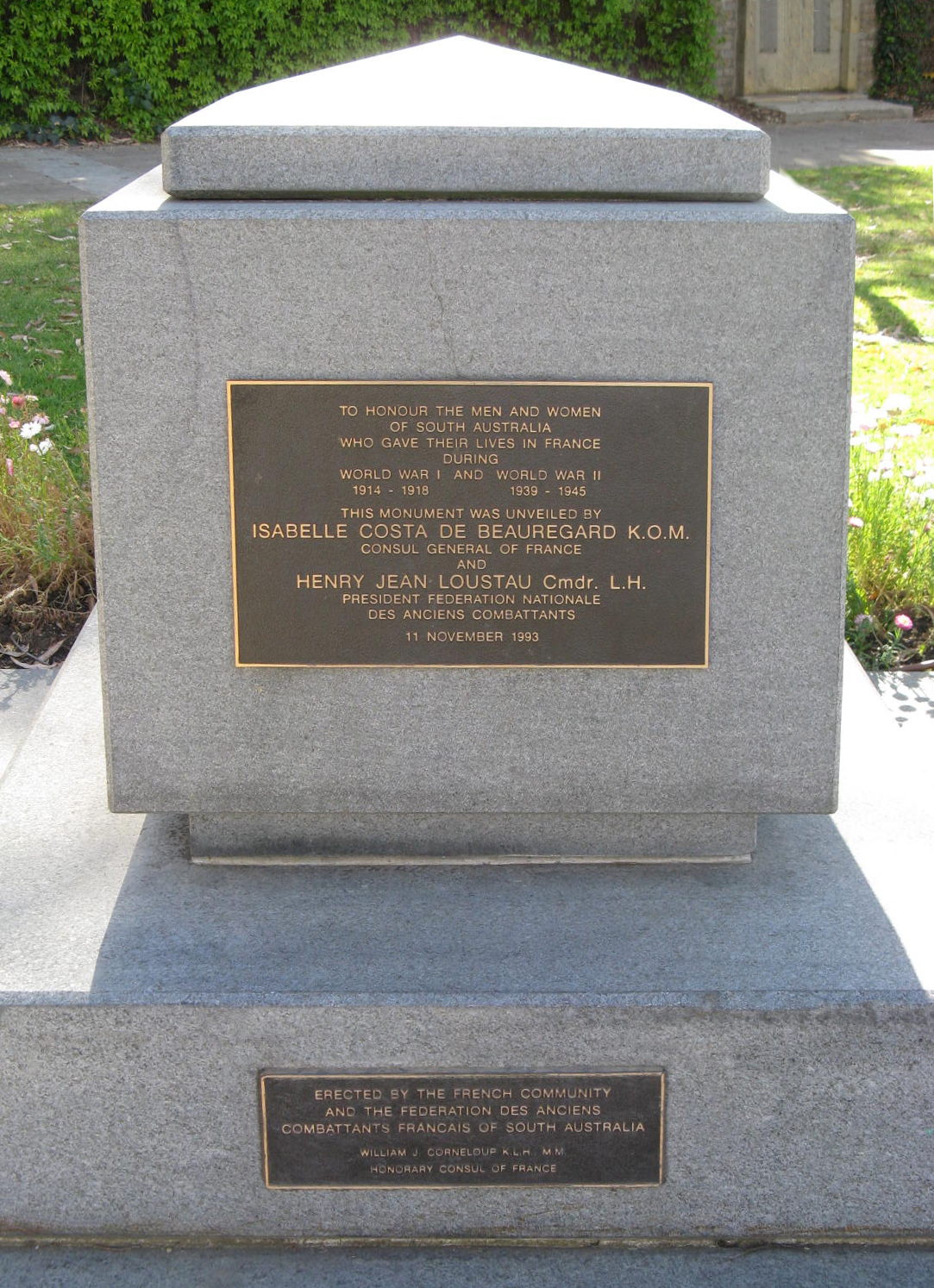
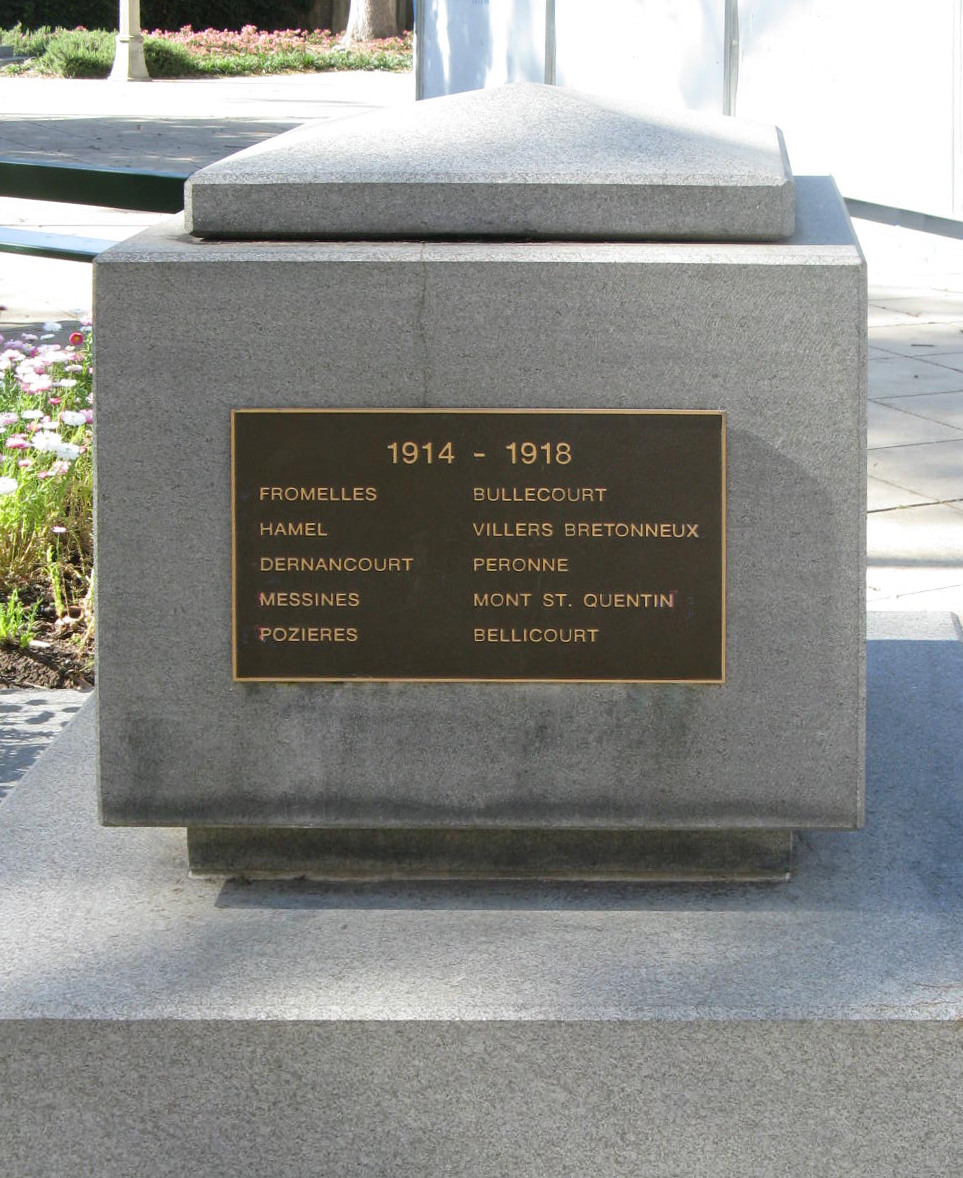
Batallas de la Primera Guerra Mundial en Francia
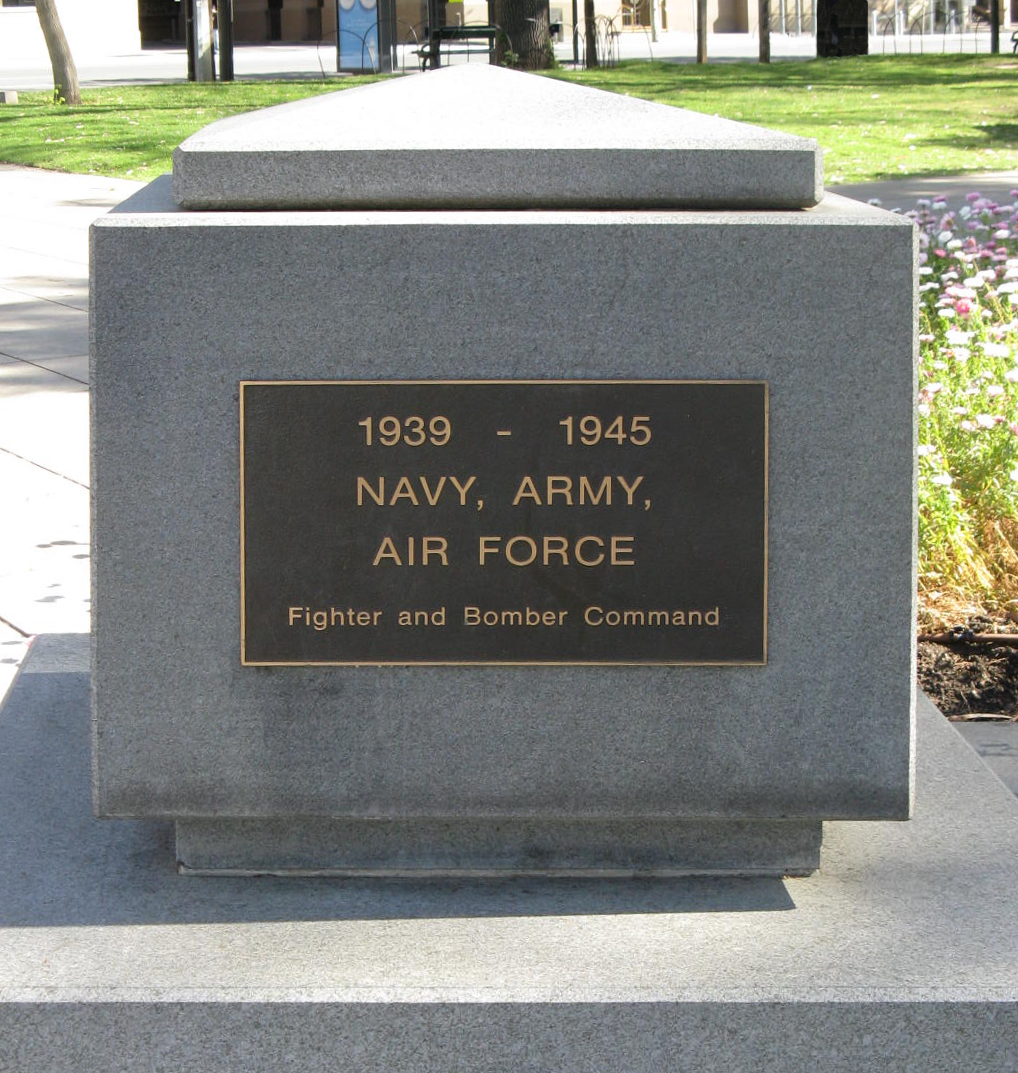
Comando de Cazas y Bombarderos de la Segunda Guerra Mundial

Monumento a la 8.ª División de la Segunda Fuerza Imperial Australiana, inaugurado en diciembre de 1995.

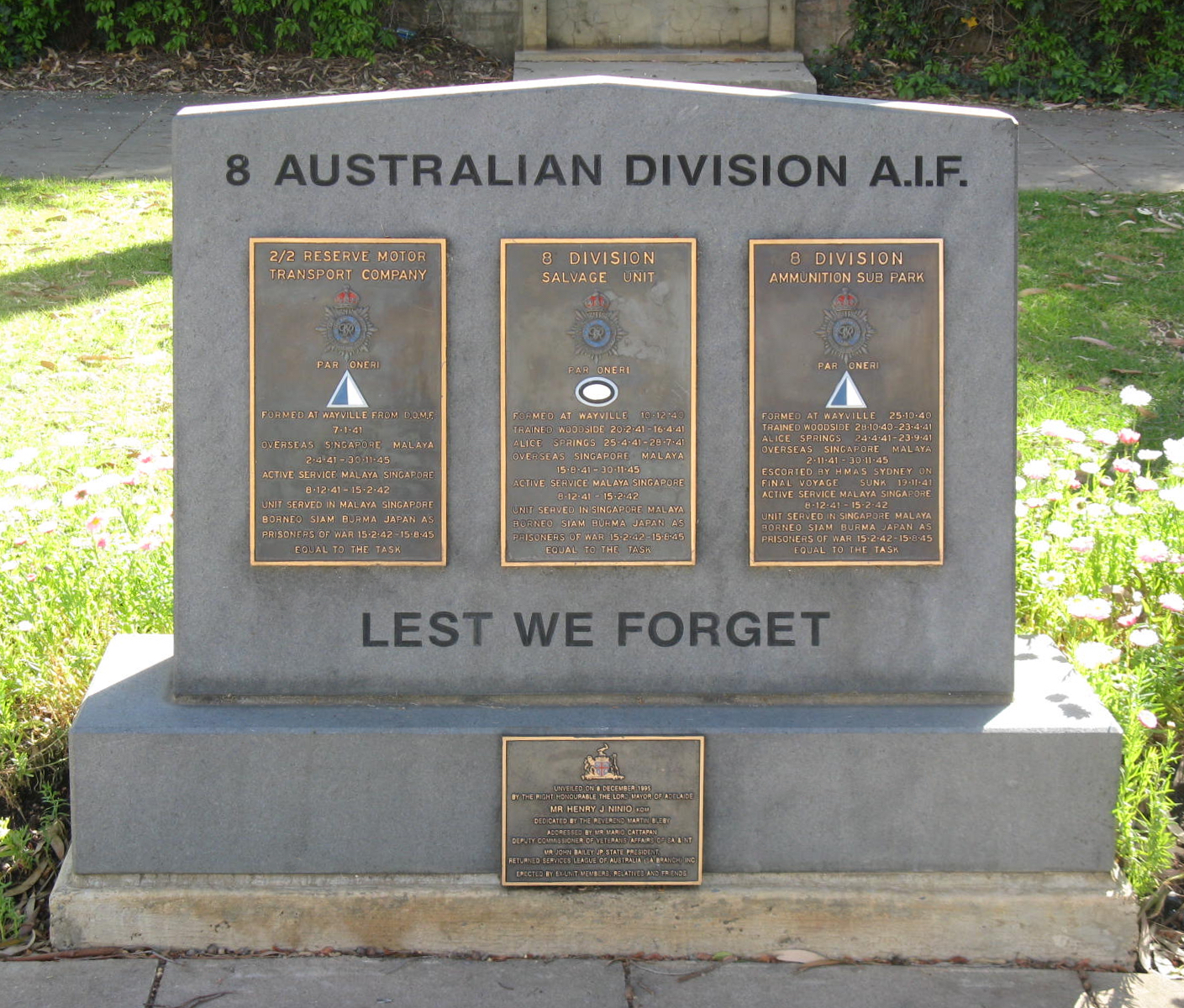
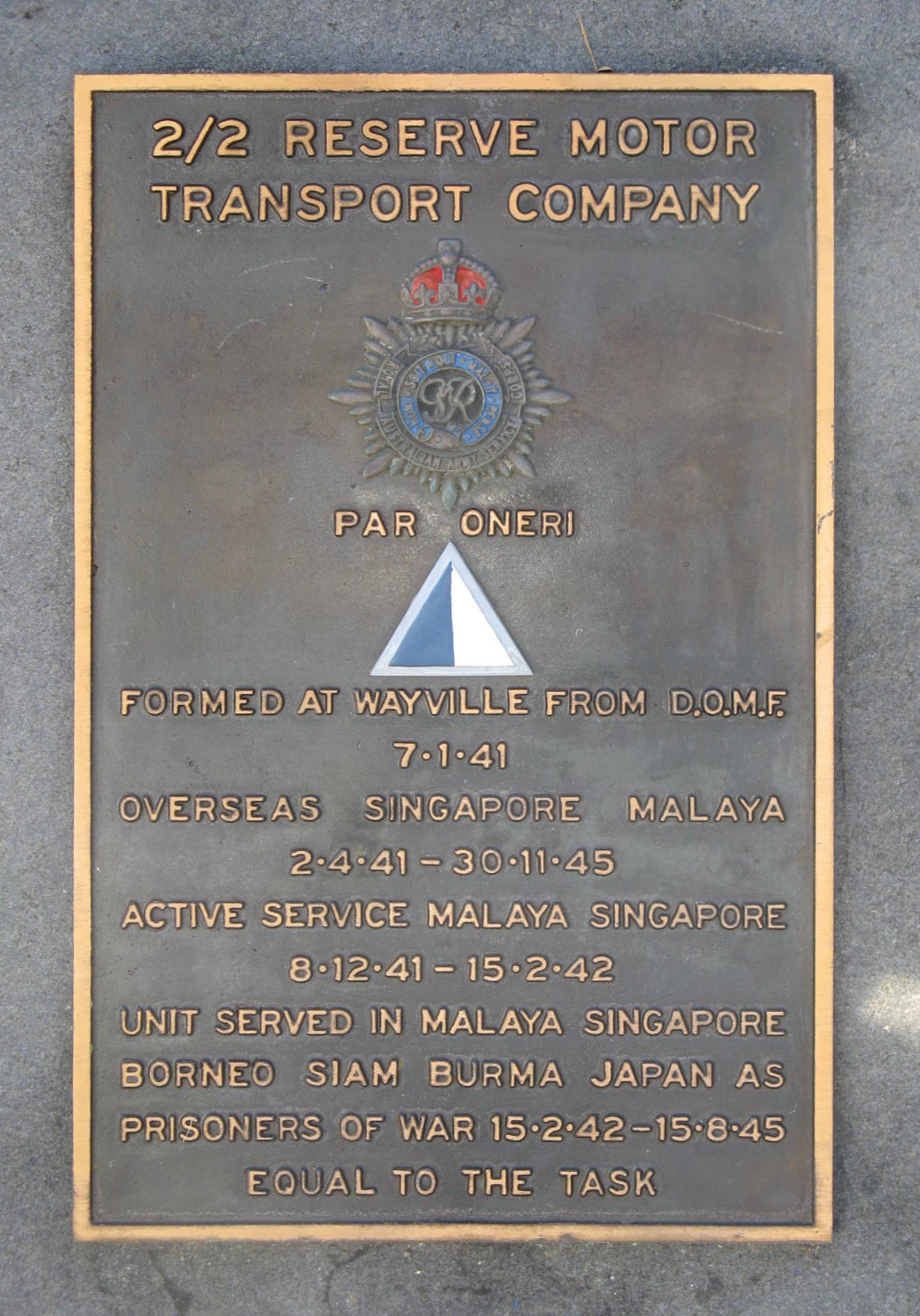
2/2 Reserva Compañía de Transporte Motorizado
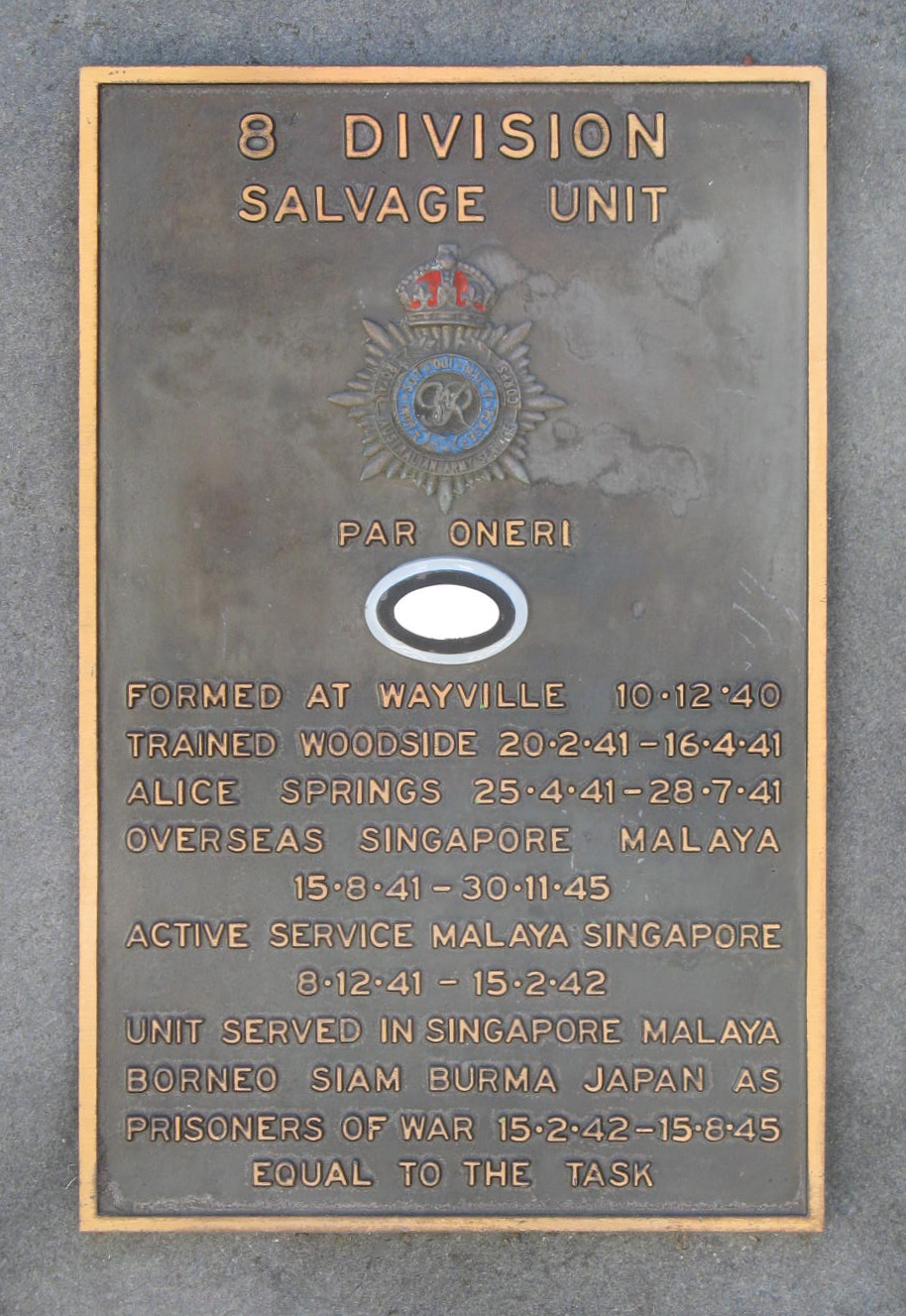
Octava Unidad de la División de rescate

Monumento a la Batalla de Lone Pine. El árbol es descendiente del Lone Pine original.

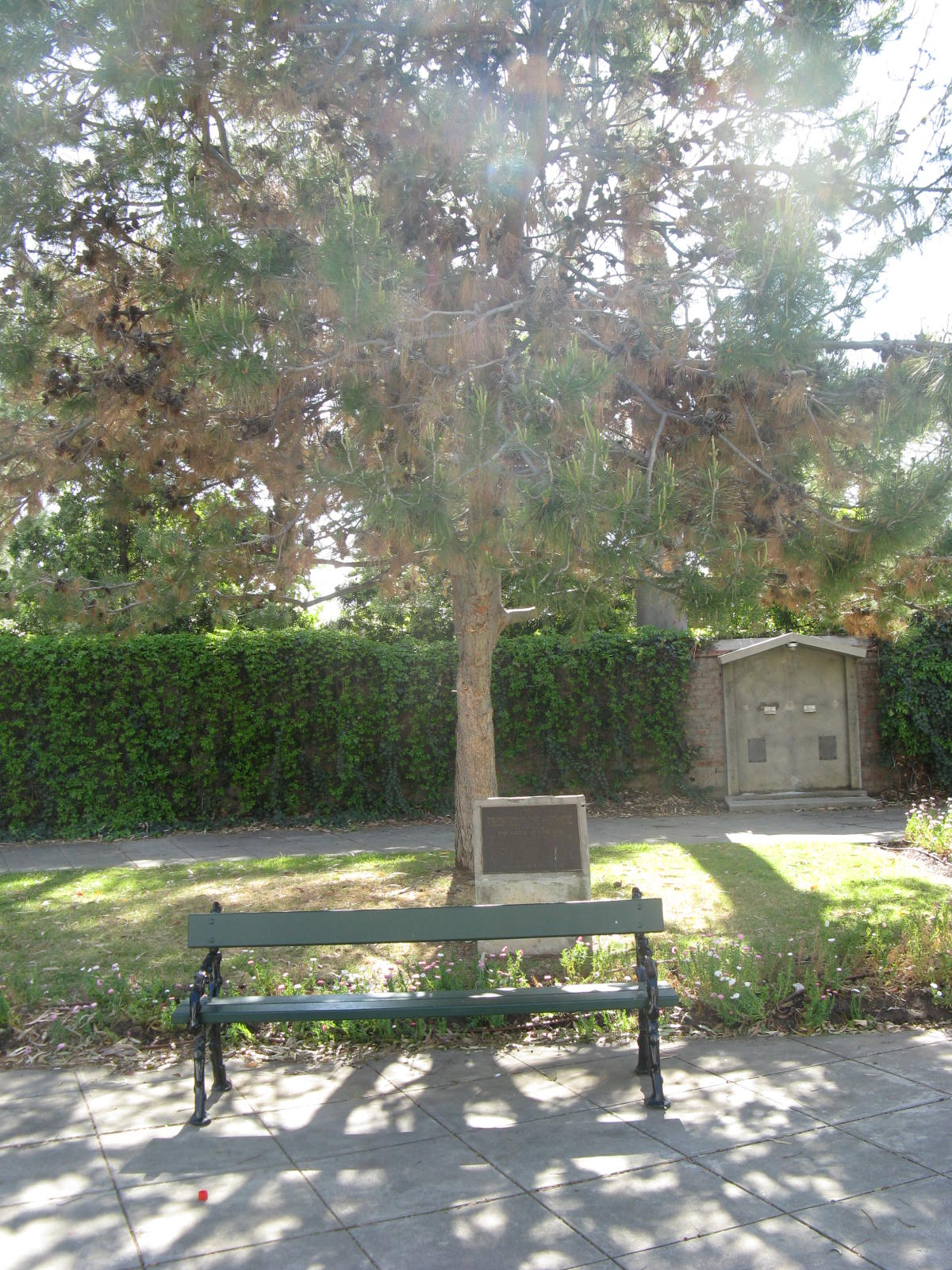
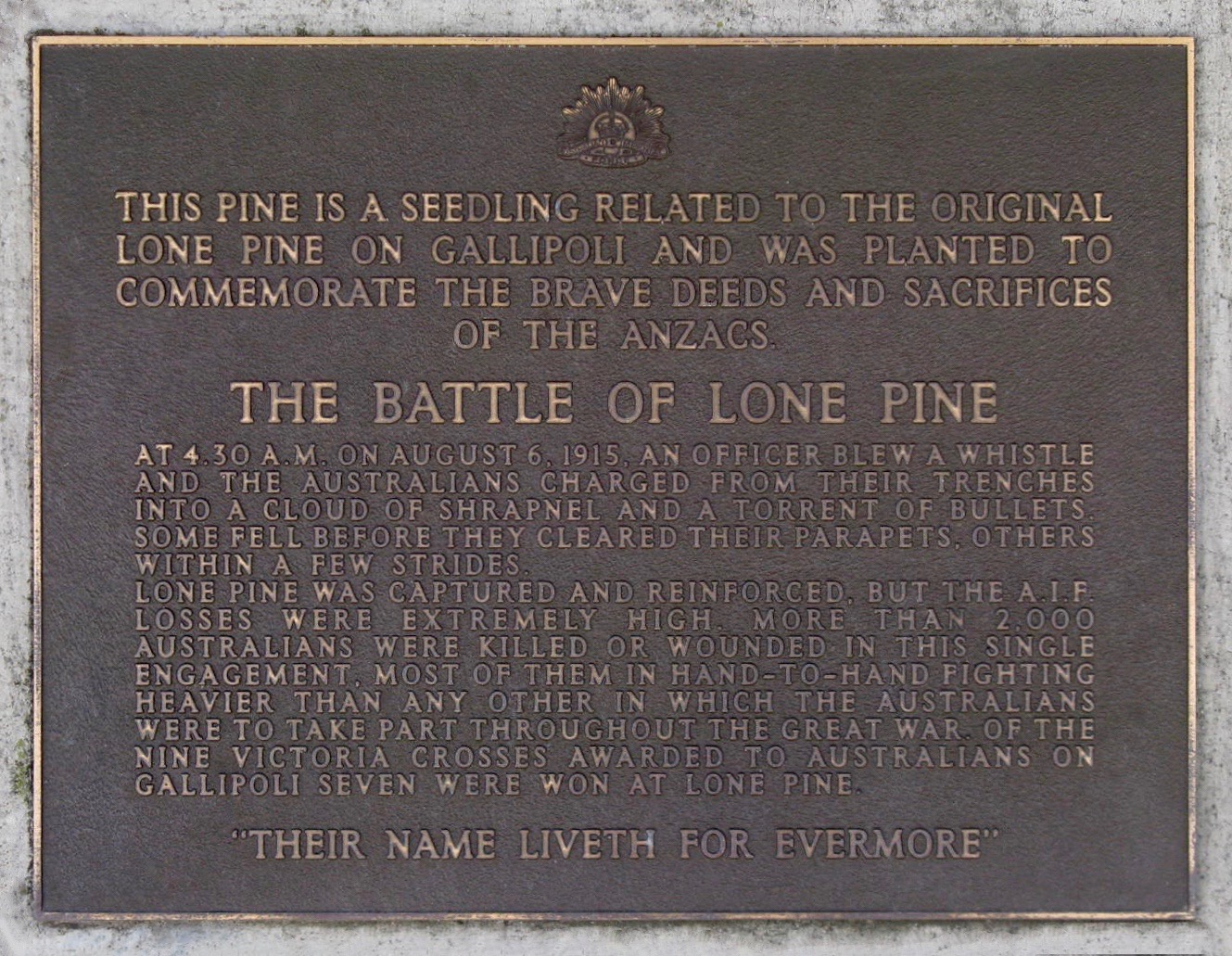

El Monumento a las Fuerzas Armadas de Australia, que abarca acciones en el Sudeste Asiático y Corea.

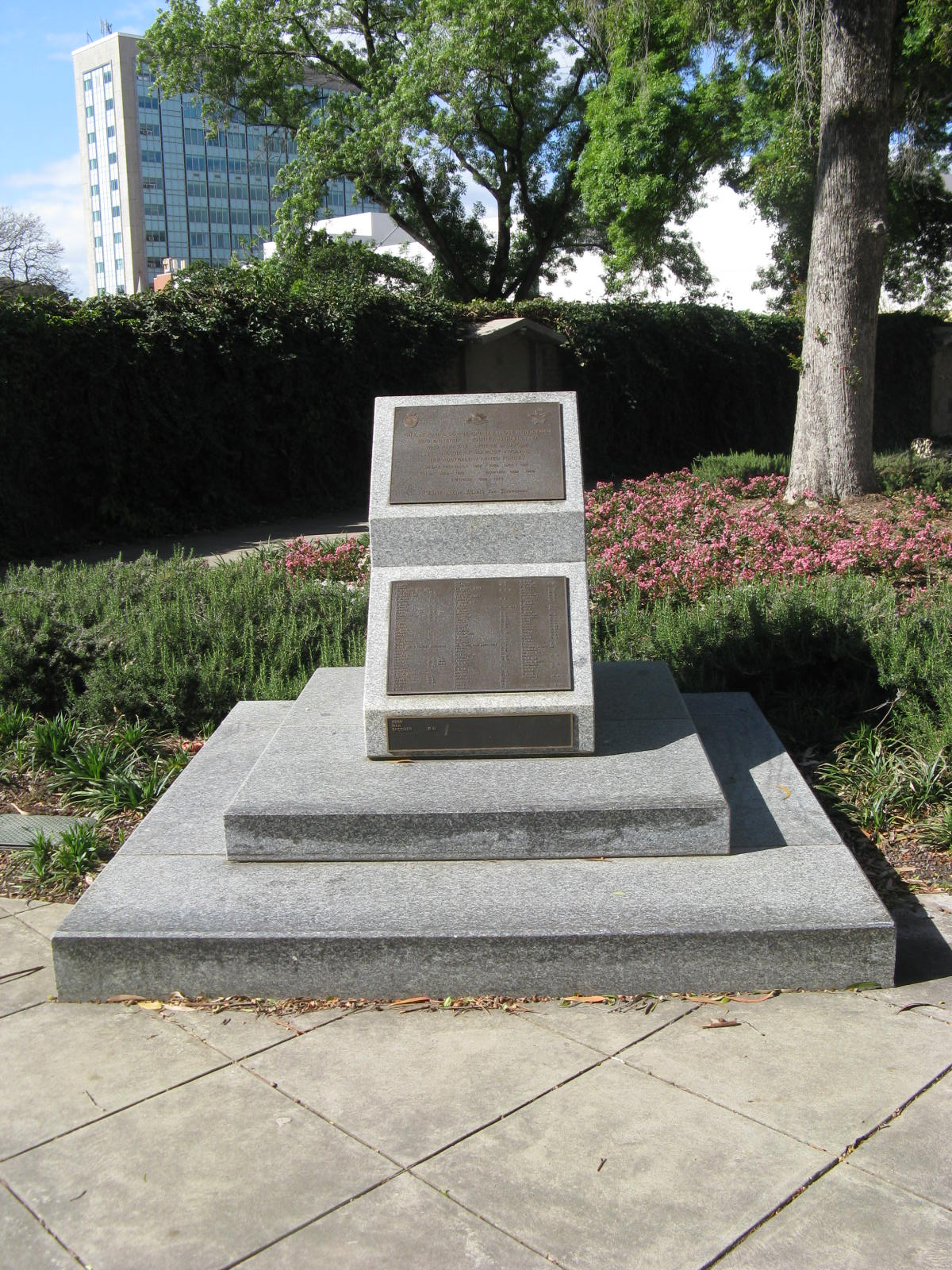
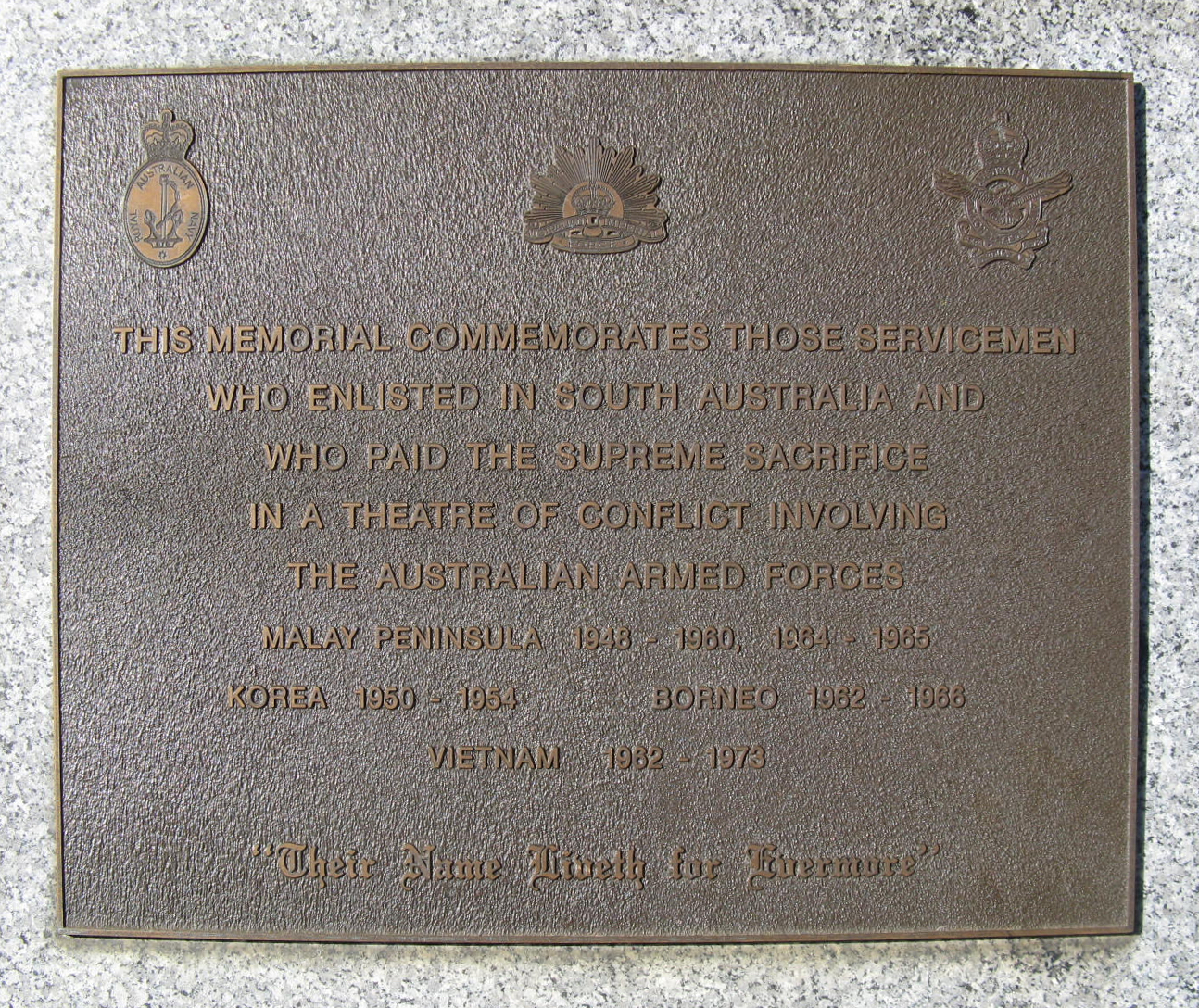
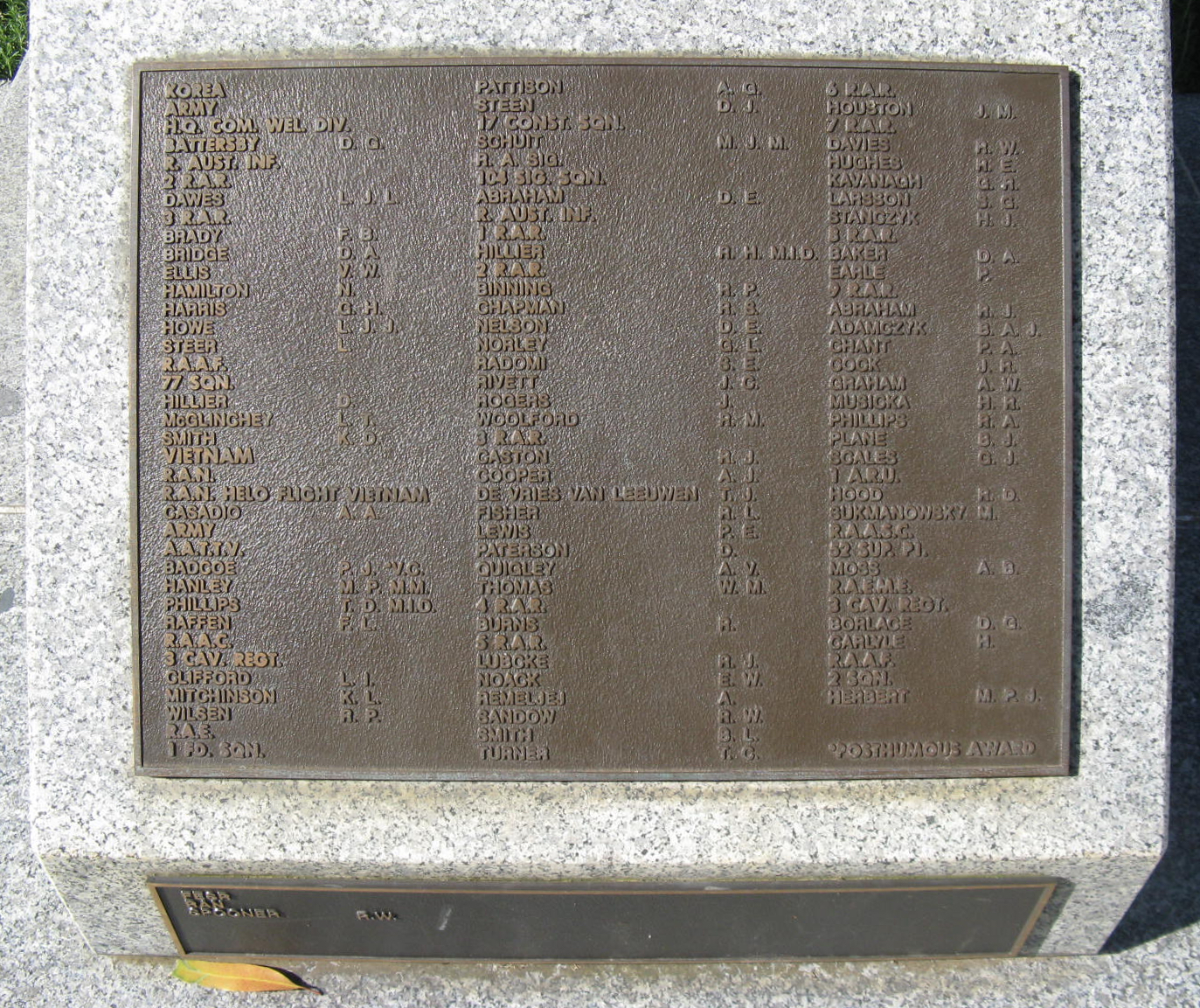

Cuadro de honor que enumera a los australianos del sur que murieron en la Segunda Guerra Mundial.

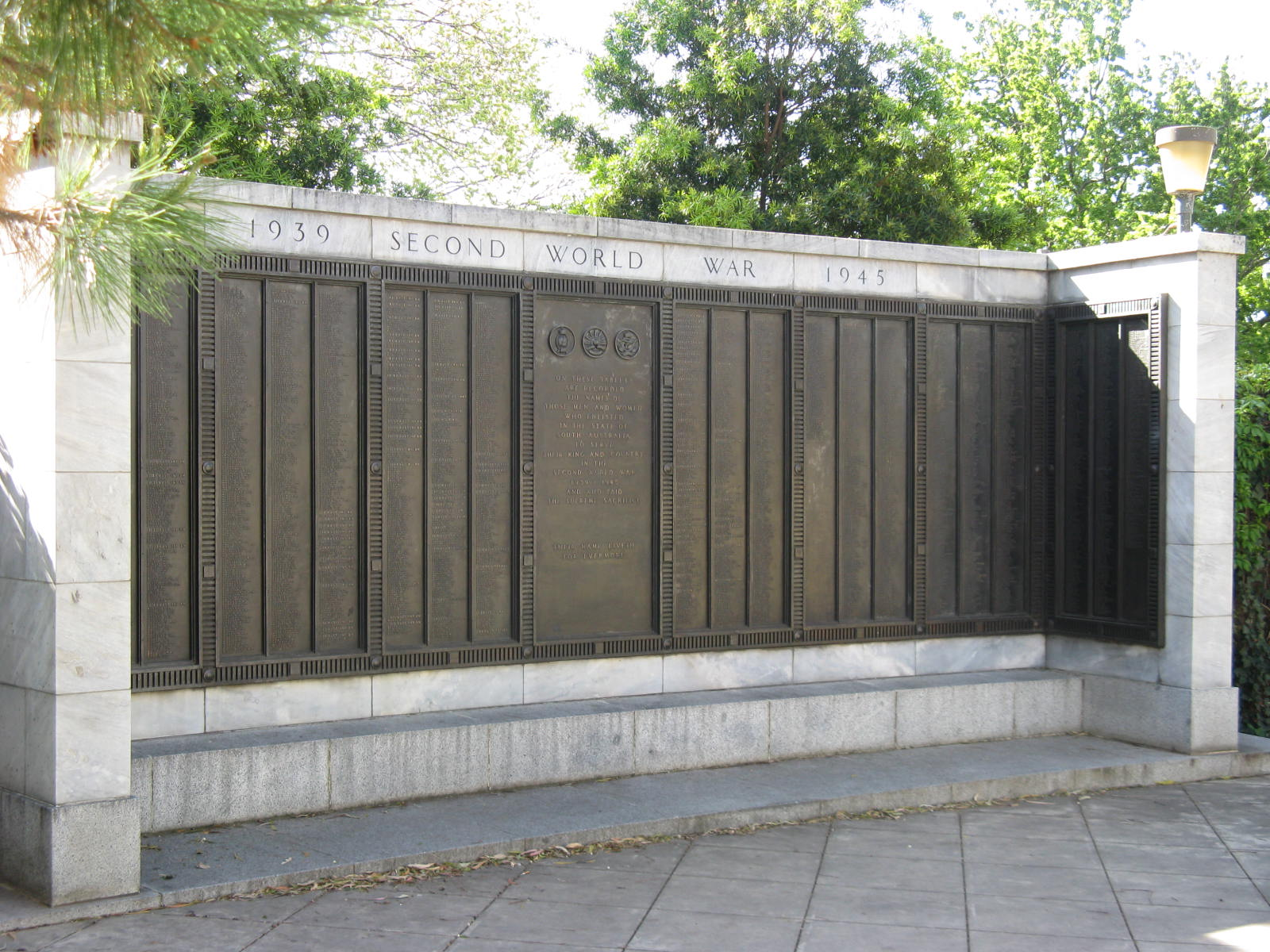

Pasarela del Jubileo con 150 Placas en honor a los destinatarios de las cruces Victoria y George.

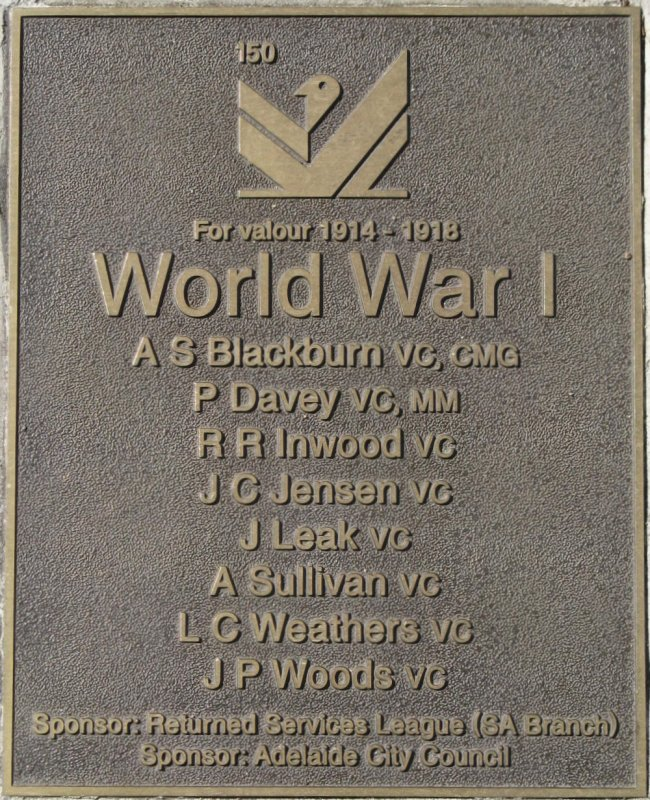
Destinatarios de Cruz Victoria de la Primera Guerra Mundial: Blackburn, Davey, Inwood, Jensen, Fuga, Sullivan, Weathers, Woods
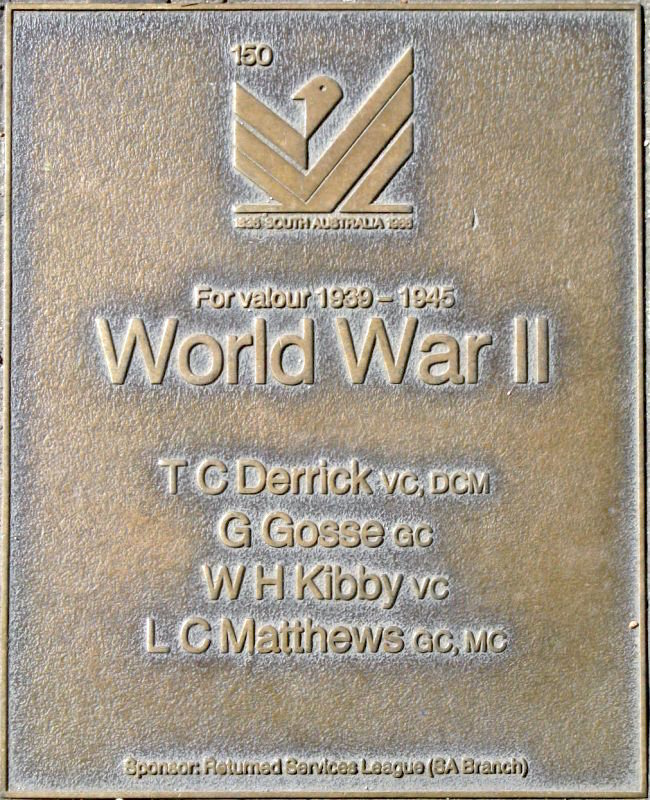
Destinatarios de Cruz Victoria y Cruz George de la Segunda Guerra Mundial: Derrick, Gosse, Kibby, Matthews
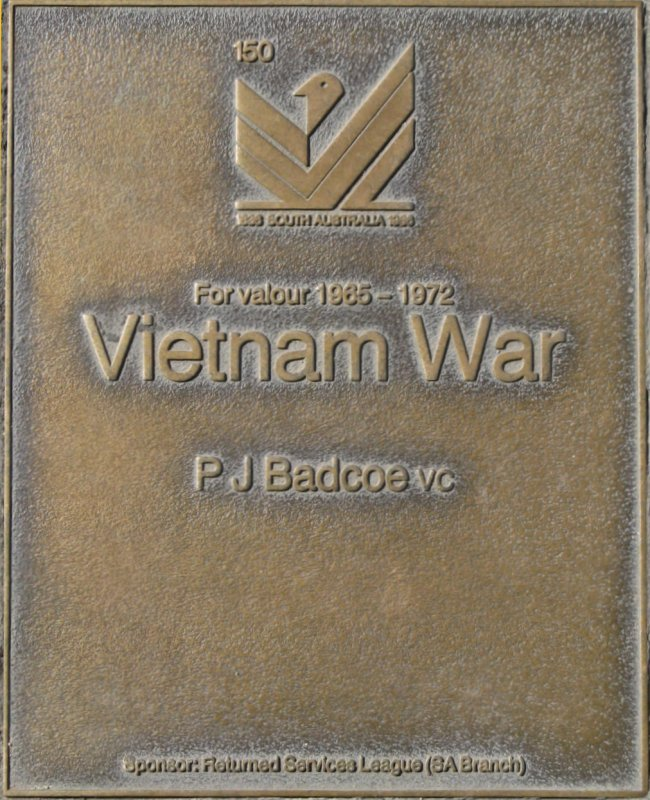
Destinatario del Cruz Victoria de la guerra de Vietnam: Mayor Peter Badcoe